# Bikinifigur
Bikinifigur und Strandkörper sind Bezeichnungen für Schönheitsideale, die vorwiegend in Lifestyle- und Fitness-Magazinen, Frauenzeitschriften und Boulevardzeitungen in Artikeln über Fitnesstraining und Diäten zur Gewichtsreduktion verwendet wird.

## Bikinifigur

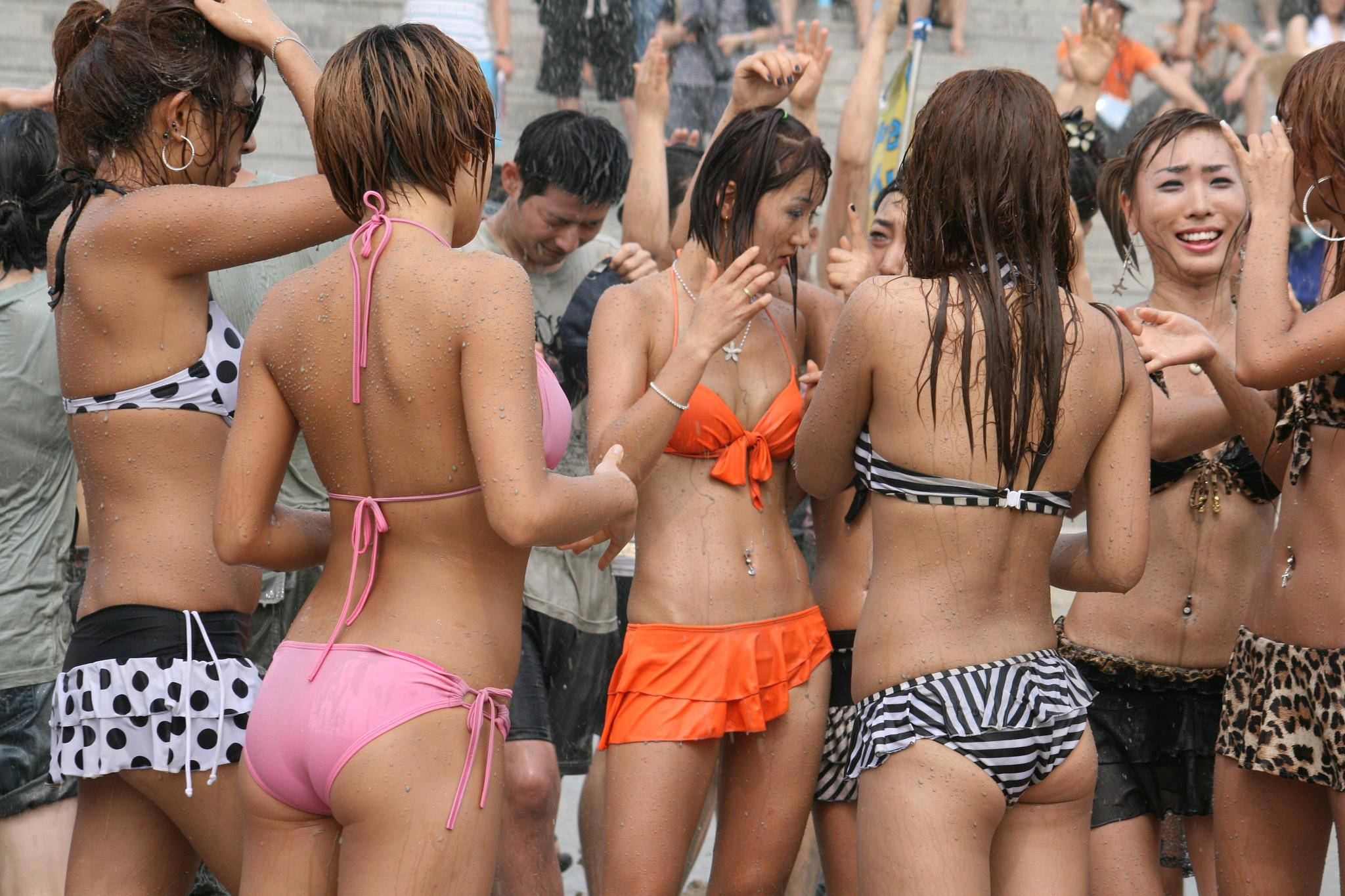
Junge Frauen mit Bikinifigur beim Boryeong Mud Festival 2008

Im Englischen treten die Begriffe bikini shape und bikini body (alternativ auch beach body) ab den 1970er Jahren in der Werbung auf.
Im Deutschen wird Bikinikörper im Zusammenhang mit Warenhauskatalogen und Männerzeitschriften bereits 1979 thematisiert. Bikinifigur wird 1980 in der Zeitschrift Bunte in Kommentaren zur kosmetischen Chirurgie erwähnt.
Heute findet sich der Begriff vorwiegend in Lifestyle- und Fitness-Magazinen (sowie in Blogs zu diesen Themen), Frauenzeitschriften und Boulevardzeitungen besonders in den Frühlingsmonaten im Zusammenhang mit Fitnesstraining und Diäten zur schnellen Gewichtsreduktion.
Im Frühjahr propagieren die entsprechenden Medien die Bikinifigur für die Badesaison. Dabei wird der effektive, schnellste, beste „Weg zur Bikinifigur“ hauptsächlich durch Diäten oder Fitnessübungen über sehr kurze Zeiträume – meist zwei bis vier Wochen – in Aussicht gestellt.

## Modegeschichte
In der Modegeschichte des 20. Jahrhunderts verändert sich die Idealfigur für weibliche Badebekleidung entsprechend der modischen Trends. In den 1950er und anfänglichen 1960er Jahren dominieren Bikini-Schnitte mit hohen Taillen, elastisch verstärkten Baucheinsätzen, so dass als Schönheitsideal – verkörpert von zahlreichen Pin-up-Girls – die sogenannte Uhr- oder Stundenglasfigur galt.
In den 1960er Jahren beherrschte ein extrem androgyner, überschlanker Look, verkörpert durch das Modell Twiggy („dünner Zweig“) die Idealvorstellungen.
Beginnend in den 1980er Jahren, ausgelöst durch den aufkommenden Fitnessboom veränderten sich die Schnitte der Bikinis, um die muskulös ausgeformten Körper besser zur Geltung zu bringen. Kultfigur des Idealtyps wurde Jane Fonda. Insbesondere hohe Beinausschnitte und die minimalistische Verwendung von Stoff war ein Kennzeichen dieser Epoche.
Im 21. Jahrhundert wird das Schönheitsideal durch die überschlanken Size Zero-Modells verkörpert.

## Strandkörper

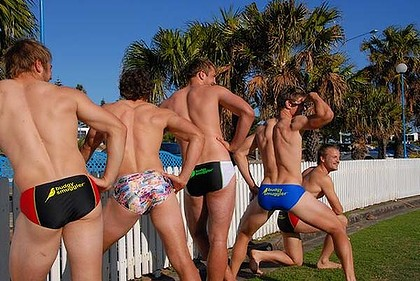
Junge Männer mit Strandkörper, australische Rugby-Union-Nationalmannschaft, 2009

Seit den 1990er-Jahren verbreitet sich auch bei Männern immer mehr der Gedanke, dass das eigene Aussehen für den Selbstwert sehr bedeutend ist. Damit kam auch die Muskeldysmorphie genannte Angst auf, zu wenig muskulös zu sein. In Fitnessmagazinen werden regelmäßig zu Beginn der Badesaison Fitnessprogramme für den Strandkörper propagiert.

## Kritik an der medialen Verwendung
Die „Sehnsucht nach der Bikinifigur“ wird von Herstellern von rezeptfreien Nahrungsergänzungsmitteln (Sättigungskapseln, Fatburner, Fett- und Kohlenhydratblocker etc.) mit Vorher-nachher-Bildern hervorgerufen, obwohl Untersuchungen ergeben haben, dass solche Mittel kaum zum Abspecken taugen.
Während eine saisonübergreifende und bewusst gesunde, ausgewogene Ernährung (mit wenig Zucker und Fett) und eine regelmäßige körperliche Betätigung dem Wohlbefinden und Aussehen zuträglich sind, kann die mediale Forderung nach einer kurzfristig zu erreichenden Bikinifigur mit „perfekten Maßen“ und Präsentierbarkeit des Körpers in der Bikini-Saison besonders bei Jugendlichen bis hin zu Essstörungen führen: „Wenn im Frühjahr die Fotos mit Bikinis in die Zeitschriften kommen, steigt bei vielen der Angstpegel, dass man sich so zeigen müsste.“ Auch von Medizinern wird auf die Hinterfragung des medialen „Trugbildes“ Bikinifigur gelegentlich hingewiesen.
Der Vergleich mit der medial propagierten Idealfigur führt insbesondere bei jungen Frauen häufig zu einer negativen Selbstwahrnehmung, die sich in depressiven Grundstimmungen, Versagensängsten, Rückzug vom sozialen Leben, Hilflosigkeit und Frustrationen äußert.
Ausdruck dieses teilweise übersteigerten Strebens nach der idealen Bikinifigur sind neben Essstörungen unter anderem ein übertriebener Sport- und Fitnesswahn (Anorexia athletica), zahlreiche, kurz aufeinanderfolgende Diäten, Missbrauch von Laxativa und Anorektika sowie ein Anstieg der kosmetischen Operationen im jugendlichen und postadoleszenten Alter.
Eine Werbekampagne eines Herstellers von eiweißhaltigen Nahrungsergänzungsmitteln in der Londoner U-Bahn, die ein schlankes Model mit der Frage “Are you beach body ready?” (etwa: ‚Hast Du schon eine Strandfigur?‘) zeigte, führte zu massiven Protesten. So wurden die Plakate von Passanten kommentiert oder verändert, z. B. in “#each bodys ready” (‚Jeder ist bereit‘). Reagierend auf diesen „Vandalismus“ sowie auf Proteste bei Facebook und Twitter, in denen die Werbung als sexistisch und diskriminierend bezeichnet worden war, sagte der Marketingchef des Unternehmens, dass viele ihrer Kundinnen genau diese Art von Bildern sehen wollten und dass es darum ginge, „zu motivieren“.
Die Bewegung Body positivity steht dem von außen kommenden Druck schön zu sein kritisch gegenüber, auf einer einsamen Insel gäbe es diesen Druck nicht. Der Druck beeinflusse das Körperbild das Menschen von sich haben.